# (10646) Machielalberts
(10646) Machielalberts (2077 P-L) – planetoida z pasa głównego asteroid okrążająca Słońce w ciągu 3,37 lat w średniej odległości 2,25 j.a. Odkryta 26 września 1960 roku.